# Metaboliti secondari
I metaboliti secondari sono composti chimici prodotti del metabolismo. Sono detti "secondari" in quanto non sono essenziali per la semplice crescita, sviluppo o riproduzione dell'organismo: la funzione, o l'importanza, di questi prodotti per lo sviluppo dell'organismo è normalmente di natura ecologica, in quanto sono usati o come meccanismi di difesa contro predatori (animali erbivori, agenti patogeni, ecc.), per la competizione interspecifica o per facilitare i processi riproduttivi.
Esempi di metaboliti secondari di origine vegetale sono i pigmenti che conferiscono colorazioni specifiche a fiori e frutti (principalmente antociani e carotenoidi), giocando un ruolo nell'attrazione degli animali implicati nell'impollinazione e nella dispersione dei semi.
Sono metaboliti secondari vegetali anche molti composti impiegati dall'uomo come farmaci, quali ad esempio gli alcaloidi antitumorali vinblastina e vincristina, prodotti dalla vinca rosea (Catharanthus roseus).
Infine, appartiene alla categoria dei metaboliti secondari vegetali gran parte dei composti utilizzati dall'uomo come stupefacenti (morfina, cocaina, tetraidrocannabinolo, ecc.).
Anche nel mondo animale vi sono molti esempi di metaboliti secondari: basti pensare ai pigmenti responsabili delle colorazioni di insetti, anfibi, rettili, mammiferi ed uccelli, importanti nelle relazioni intra ed inter-specifiche (segnali di richiamo sessuale, mimetismo, ecc.).
Anche nel regno dei funghi i metaboliti secondari sono comuni: si pensi, ad esempio, alle micotossine.
In contrasto ai metaboliti primari, questi prodotti non sono ubiqui nell'organismo vivente che li produce, né sono espressi in continuo.
Ad esempio, alcuni metaboliti secondari di origine vegetale implicati nella difesa chimica della pianta, denominati fitoalessina, sono prodotti solo in risposta all'attacco da parte di un agente patogeno.
La biosintesi di fitoalessine è indotta dalla presenza di molecole, dette elicitori, che segnalano alla pianta l'attacco patogenico.
Un esempio di fitoalessina è rappresentato dal resveratrolo, uno stilbene prodotto da alcune specie vegetali, tra cui la vite (Vitis vinifera), in risposta ad un attacco fungino. L'elicitore metilgiasmonato è in grado di indurre, anche in assenza di attacco fungino, la biosintesi di resveratrolo.
Le classi principali di metaboliti secondari sono: alcaloidi, terpeni, acidi organici alifatici o aromatici o eteroaromatici, fenoli, iridoidi, steroidi, olii volatili, resine e balsami, saponine.